# Je ne sais pas (film)
Pour l’article homonyme, voir Je ne sais pas.
Pour plus de détails, voir Fiche technique et Distribution.
Je ne sais pas est un documentaire du réalisateur polonais Krzysztof Kieślowski réalisé en 1977 et sorti en 1981. 

## Synopsis
Le film traite de la corruption et de l'exploitation d'une entreprise polonaise et raconte l'histoire du directeur d'une aciérie en Silésie.

## Contexte
Dans une interview avec Danusia Stok, Kieślowski a déclaré : « Le film est l'aveu d'un homme qui était directeur d'une entreprise et en même temps membre du parti. Mais il était opposé à l'organisation mafieuse des membres du parti qui étaient actifs dans l'entreprise ou dans la région. Et ils l'ont mis dans un sale état. »  C'est la principale raison pour laquelle l'homme a soudainement abandonné après une longue préparation et un tournage intensif et n'a pas voulu que le film soit diffusé malgré un anonymat total. Kieślowski a cédé à ce souhait et a refusé de diffuser le film jusque dans les années 80, bien qu'on le lui ait demandé à maintes reprises. 